# Yasushi Akashi
Yasushi Akashi (n. 19 ianuarie 1931, Hinai⁠(d), Prefectura Akita, Japonia) este un diplomat japonez și mediator al ONU. El a fost trimisul secretarului general al ONU în fosta Iugoslavie și a supervizat de asemenea negocierile de pace din Cambodgia și alegerile din această țară din anul 1993.